# Faisal al-Qasim
Faisal al-Qasim, född 1961 i Syrien, är programledare för Al-Ittijah al-Muakis på al-Jazira. Han är brittisk medborgare, bosatt i Qatar.
Han är en syrisk drus, tog 1983 filosofie kandidatexamen i engelsk litteratur vid Damaskus universitet och doktorerade 1990 i dramatisk komedi vid Hulls universitet i Storbritannien. Från 1988 medarbetare vid BBC:s arabiska avdelning. Mellan 1993 och 1996 var han Londonkorrespondent för Förenade arabemiratens TV. Sedan 1996 arbetar han för Al-Jazira, där han 1997 blev programledare för Al-Ittijah al-Muakis. Han sköter det mesta av programmet själv, till exempel gör research och bokar de inblandade. Han försöker välja så laddade frågor som möjligt.
Faisal har en bror, Magd al-Qasim som är popstjärna i Egypten.